# Шаген, Еновк
Еновк Шаген (арм. Ենովք Շահէն; 3 февраля 1881 — 28 мая 1915) — армянский актёр и режиссёр, живший в Османской империи. Убит во время геноцида армян.

## Биография
Еновк Шаген родился в армянской семье в селе Партизак неподалёку от Измита 3 февраля 1881 года. Получив начальное образование в Партизаке, вместе с семьёй переехал в Константинополь.

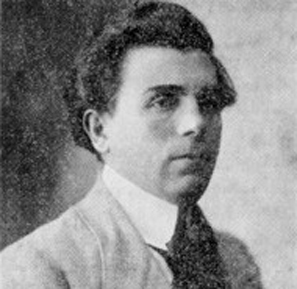
Последняя известная фотография Еновка Шагена, опубликованная в армянской газете Ереван Лур 4 января 1915 года, за несколько месяцев до его убийства

В Константинополе он стал проявлять интерес к театру после прочтения биографии знаменитого армянского трагика Петроса Адамяна. Начал играть небольшие роли в различных пьесах. Шаген присоединился к театральной группе, возглавляемой Мартиросом Мнакяном. Затем он стал артистом нового театра Армянского драматического общества, где подружился с известным актёром Ваграмом Папазяном. В дальнейшем Шаген принимал участие в других театральных коллективах, в частности, возглавляемых Фелекяном и Зарифяном. Он выступал с представлениями во многих населённых пунктах Османской империи, включая Каир, Измир, Измит, и родной Партизак.
Среди наиболее заметных его ролей монолог «La grève des forgerons» Франсуа Коппе, Трибуле («Король забавляется» В. Гюго), Яго («Отелло» У. Шекспира), Шейлок («Венецианский купец» У. Шекспира).

## Смерть
Несмотря на уговоры своего друга Ваграма Папазян, Еновк Шаген не стал уезжать в Россию. 24 апреля 1915 года Шаген был арестован в своем доме в константинопольском районе Нишанташи. Аресты были частью более крупной схемы Геноцида армян, которая включала депортации армянской интеллигенции из столицы во внутренние провинции Османской империи.
В итоге Шаген был депортирован в Айас близ Анкары, где он и другие представители армянской интеллигенции были заключены под стражу. В конечном итоге его вывели из тюрьмы и убили неподалёку от Анкары.